# Karcag
Karcag (občas německy Engelhausen) je město v Maďarsku v župě Jász-Nagykun-Szolnok v okrese Karcag. Název města nejspíše pochází z turečtiny, kde označoval step. Má rozlohu 368,63 km² a v roce 2013 zde žilo 20 523 obyvatel. Město je také centrem historické oblasti Nagykunság. 

## Poloha a přírodní poměry
Karcag se nachází v oblasti Velké nížiny, asi 60 kilometrů od Debrecína západním směrem. Rozkládá se na jihovýchodně od národního parku Hotorbágy. 

## Historie
Ve 13. století území obývali Kumáni. První zmínky o Karcagu se objevují ve 14. století pod názvem Karcag János. Na mapách prvního vojenského mapování je obec poznamenána pod názvem Kartzag új szallás. Dobře je již patrný střed dnešního města. Západně od ní se nacházely rozsáhlé vinice, východně od Karcagu potom krajina přecházela do rozsáhlých močálů.

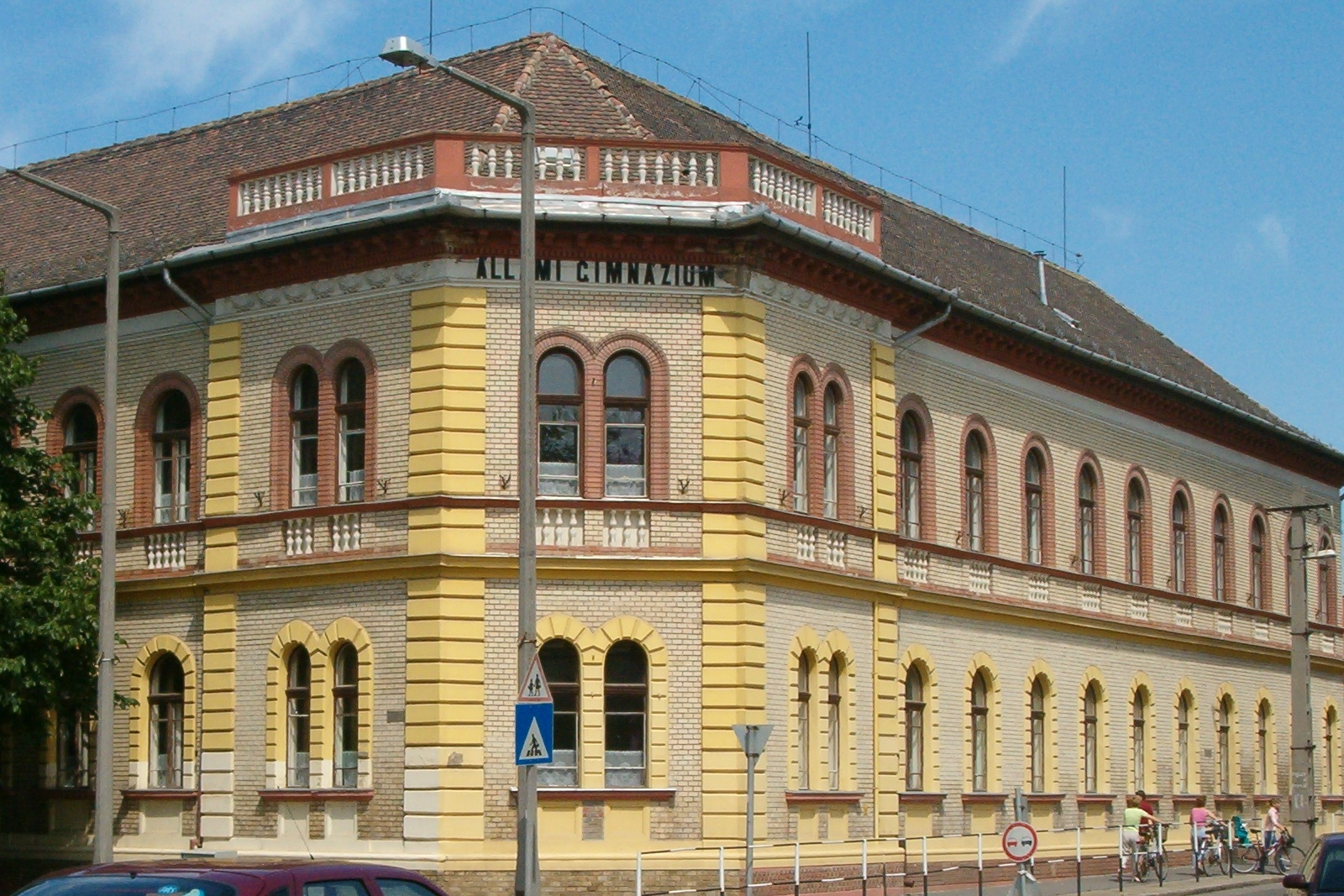
Gymnázium v Karcagu.

V polovině 19. století se sem nastěhovali Židé a Řekové. V roce 1857 sem byla přivedena železnice; hlavní trať do Debrecína. Centrum města okolo radnice a hlavního náměstí bylo upraveno po roce 1882. Výstavbou odvodňovacích kanálů v druhé polovině 19. století byly bažiny odvodněny a přeměněny na zemědělskou půdu. Na počátku 20. století město získalo druhou železniční trať, a to do nedalekého Tiszafüredu. 
V roce 1935 zde žilo již okolo 25 tisíc lidí. Po druhé světové válce byla zahájena rychlá industrializace města, byl zde podporován především textilní průmysl. Přestavěn byl i střed Karcagu, kde byly strženy nízké domy, zachovala se pouze budova radnice a budova kostela a několik málo blokových domů. Ostatní bylo doplněno domy panelovými. V oblasti středu města vzniklo rovněž i autobusové nádraží.
Počet obyvatel dosáhl v 60. letech svého maxima 26 000 a od té doby postupně klesá.

## Obyvatelstvo
V roce 2014 činil počet obyvatel 20 380. Vzhledem k pokračujícímu poklesu je současný počet obyvatel ještě nižší. Důvodem je klesající porodnost a vystěhovalectví místních do zahraničí nebo do větších měst. Postiženy jsou zejména okraje města, odkud odchází nejvíce lidí. Zatímco v roce 1949 žilo v okrajových částech města 6 805 obyvatel, v roce 1980 to bylo již jen 1 260 osob

## Kultura
V Karcagu stojí muzeum Štěpána Nagykun Györffyho. Nachází se zde také památník Kumánům (dokončen roku 1995) a dále bronzová socha Lajose Kossutha.
Město má také svůj kulturní dům, který sídlí v budově postavené roku 1926.
Ve městě se také nachází arboretum.

## Doprava
Přibližně ve směru západ-východ prochází městem železniční trať č. 100 ve směru Szolnok–Debrecen–Nyíregyháza–Záhony, která zajišťuje hlavní železniční spojení se všemi sídly na trati. Na sever od ní odbočuje železniční trať 103 Karcag-Tiszafüred, která zajišťuje spojení se severními částmi země. Do Karcagu se lze dostat také přes Püspökladány (na železniční trati Püspökladány-Biharkeresztes) do Biharkeresztesu a odtud některým z vlaků do Rumunska. Železniční stanice Karcag stojí v jižní části města. Kromě toho zde stály i některé železniční zastávky. Byly to v pořadí stanice Karcag-Vásártér na západním okraji města, stanice Karcag-Cserhát, Karcag-Ipartelep na silnici do Kunmadarasu a stanice Karcag-Berekfürdő na severním okraji města, z nichž jsou nyní v provozu pouze stanice Vásártér a Berekfürdő.

## Slavní rodáci
- Avram Herško (31. prosinec 1937) – izraelský biolog maďarského původu
- Mihály Varga ( 26. leden 1965) – maďarský ekonom a politik

## Partnerská města
- Cristuru Secuiesc, Rumunsko, 1990
- Krosno, Polsko, 2004
- Longueau, Francie, 2004
- Taraz, Kazachstán, 1998
- Moldava nad Bodvou, Slovensko, 1998
- Moravica, Srbsko, 1994
- Schwarzheide, Německo, 2002
- Lazdijai, Litva, 2004
- Lednice, Česko, 2006
- Kunszentmiklós, Maďarsko, 2009

## Galerie

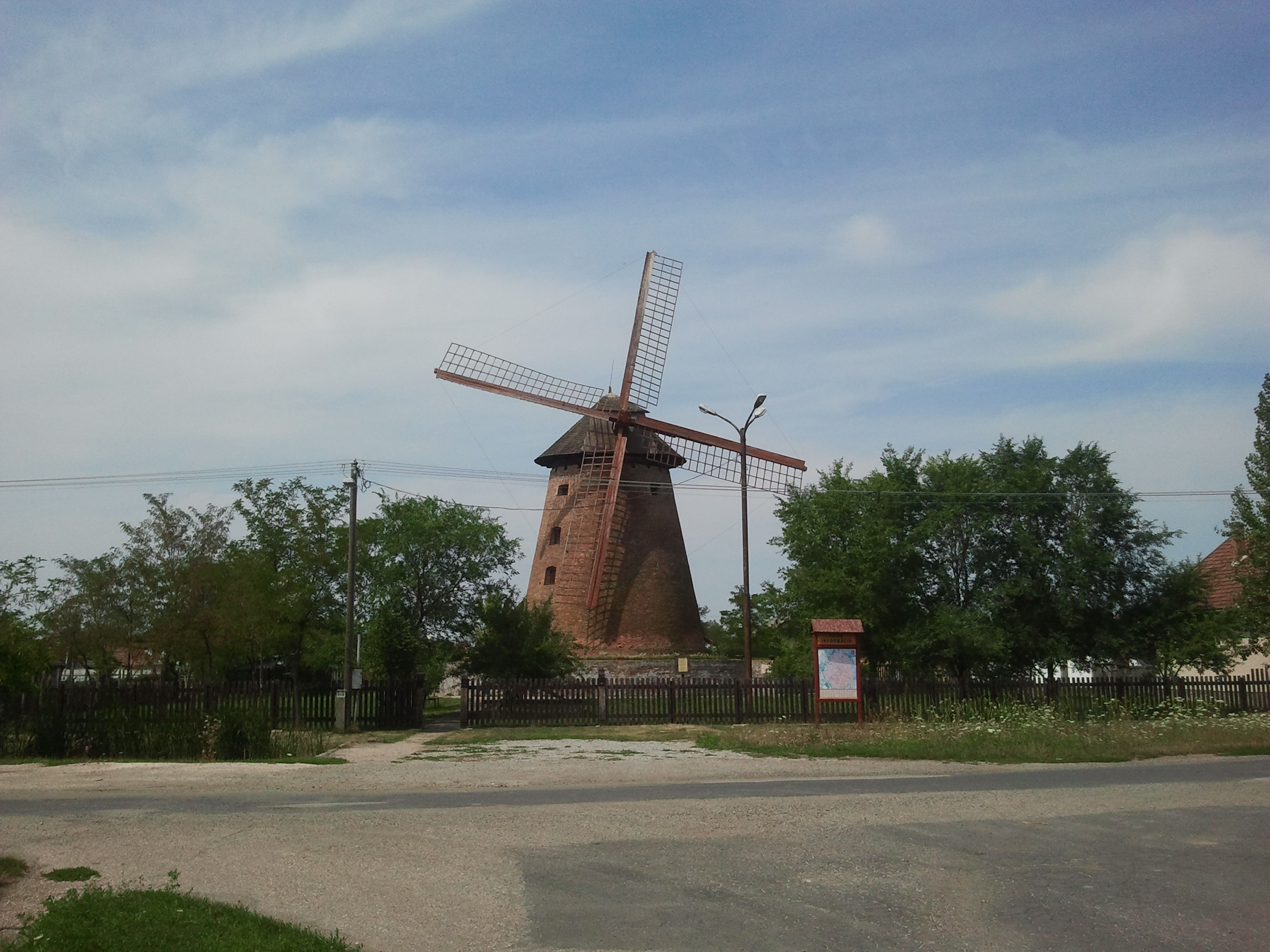
Větrný mlýn v Karcagu
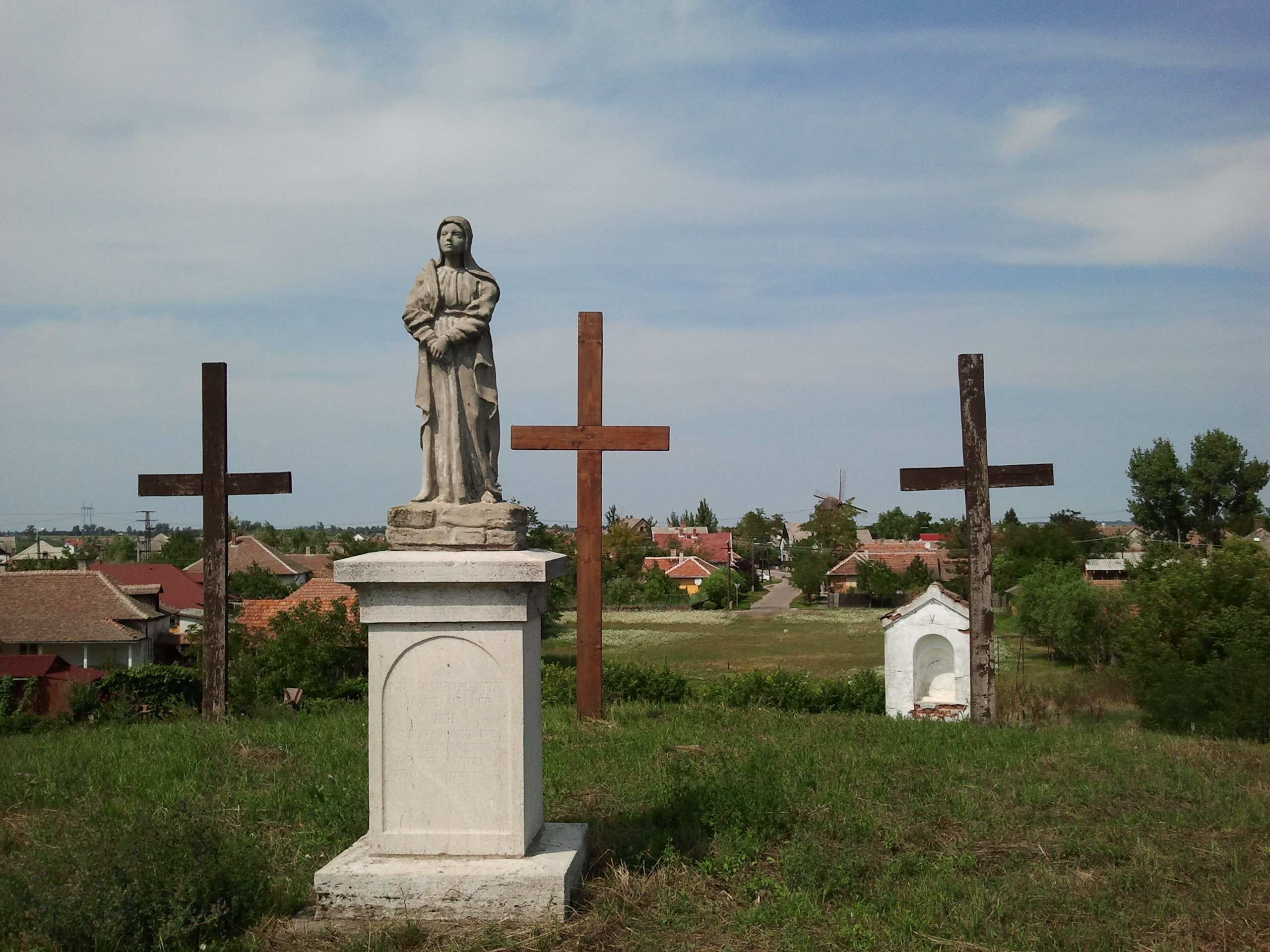
Kalvárie
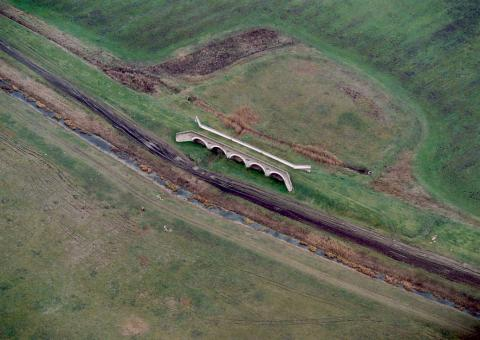
Most Zádor